# Vejcovec

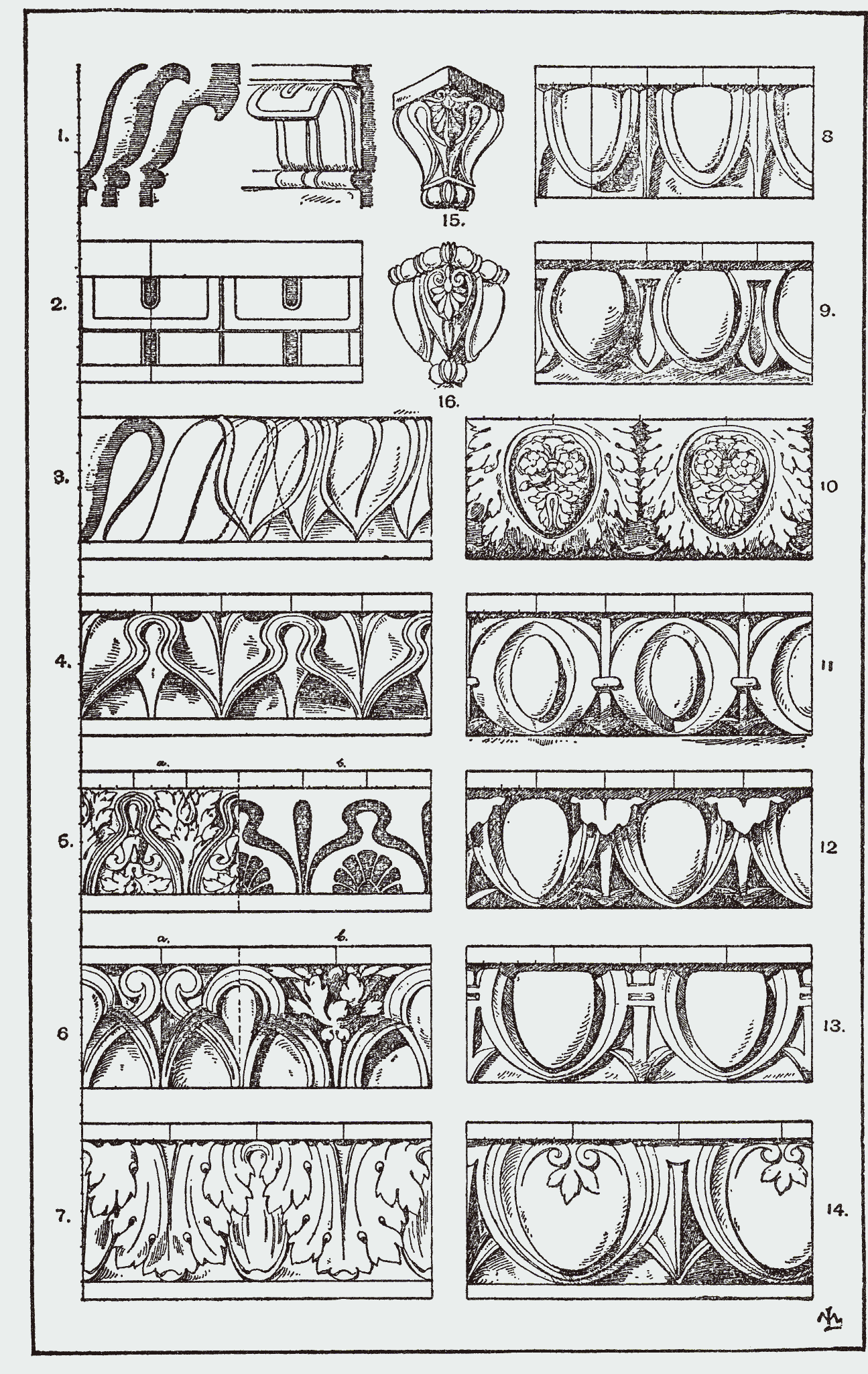
Různé druhy vejcového ornamentu

Vejcovec je průběžný plastický ornament, v němž se střídají eliptická „vejce“ s motivem šípu nebo kopí. Užíval se v klasické řecké architektuře, v Iónském řádu (řec. kymation nebo kyma, vlna) jako ozdoba echinu pod hlavicí. Původně to byl motiv listový, jen mírně plastický, který se mění až do podoby vejce.
Od renesance se běžně užíval v rozmanitých tvarech jako ozdoba říms, hlavic, ostění, dále na nábytku, ve zlatnictví, kovotepectví, také v baroku a v novoklasicismu 19. století.